# Masalia lineata
Masalia lineata là một loài bướm đêm trong họ Noctuidae.